# 国家组合列表
- 非洲联盟 (非盟) ：由非洲全部55个国家组成的区域性政治组织。

- 亚太经济合作组织 (又称APEC) ：由21个环太平洋国家为推动亚太地区自由贸易而组成。

- 阿拉伯联盟（阿盟）：由北非和中东地区的阿拉伯国家：组成的区域性政治组织。成员国有：埃及，伊拉克，约旦，黎巴嫩，沙特阿拉伯，叙利亚，也门，利比亚，摩洛哥，突尼斯，科威特，阿尔及利亚，阿联酋，巴林，卡塔尔，阿曼，毛里塔尼亚，索马里，巴勒斯坦国（巴勒斯坦解放组织），吉布提，科摩罗。

- 东南亚国家联盟（东盟）： 由印尼，马来西亚，菲律宾，泰国，新加坡，文莱，柬埔寨，老挝，缅甸和越南组成的东南亚区域性政治组织。

- G4集团（基础四国）：由G20发展中国家：中四个较大的国家组成，成员国有巴西(B)、南非(AS)、印度(I)、中華人民共和國(C)，旨在继续引领G20发展中国家在国际贸易和气候变化上和发达国家合作。

- 比荷卢联盟： 由3个相邻的君主立宪西欧国家：荷兰、比利时和卢森堡组成的经济合作组织，均为低地国家。

- 孟加拉湾跨领域科技和经济合作组织（BIMSTEC）：由处于南亚、环孟加拉湾区域的七个国家：孟加拉、不丹、印度、缅甸、尼泊尔、斯里兰卡和泰国组成，旨在促进地区的经济、科技和旅游业。

- 金砖国家：由巴西，俄罗斯，印度，中華人民共和國和南非五个主要的新兴市场国家组成。原先为金砖四国，后南非加入。

- 加勒比共同体（CARICOM）：由15个加勒比国家（地区）所建立，旨在促进经济一体化和其成员之间的合作。

- 加勒比自由贸易协定CARIFTA（CARIFTA）：由13个加勒比经济体组成，旨在促进自由贸易。

- 灵猫六国（CIVETS）：由哥伦比亚、印度尼西亚、越南、埃及、土耳其和南非等6个新兴市场国家组成。成员国国家均有大量年轻人口。

- 经济互助委员会（缩写：СЭВ）：由苏联组织建立的一个由社会主义国家组成的政治经济合作组织。经互会是一个相当于欧洲经济共同体的社会主义阵营的经济共同体。于1991年随苏联解体而解散。

- 英联邦：由52个国家组成，成员国大多数为前英国殖民地。其中包括英国在内的15個國家以溫莎王朝君主为共同擁戴的国家元首。

- 东非共同体 ：由肯尼亚、乌干达、坦桑尼亚、布隆迪、卢旺达、南苏丹與剛果民主共和國，總共七个东非国家所组成的区域性国际组织。该组织于1967年首次成立，1977年解散；其后在2000年由肯尼亚、乌干达和坦桑尼亚在阿鲁沙重新组织成立，后布隆迪与卢旺达两国加入。该组织旨在未来合并成为统一的联邦国家（东非联邦）。

- 经济合作组织 (ECO)：由位于中东和西亚的伊朗，土耳其，巴基斯坦，阿塞拜疆，阿富汗，哈萨克斯坦，吉尔吉斯斯坦，土库曼斯坦，塔吉克斯坦，乌兹别克斯坦，以及北塞浦路斯地区组成，成员国均由大量穆斯林人口，旨在促进贸易和投资，以及成立单一市场。

- 葡萄牙语国家共同体（葡语国家共同体）：以葡萄牙语为官方语言的国家组成的友好论坛。

- 欧洲联盟（欧盟）：由28个欧洲国家组成的共同体，旨在追求欧洲“一个声音说话”。

- 亚洲四小龙：由香港，新加坡，韩国和台湾组成。这四个经济体在二十世纪下半叶经济迅猛增长，并跨入高收入经济体行列。

- 四国联盟：由印度、巴西、德国及日本四国组成的联盟，希望通过相互支持，加入到联合国安全理事会，成为联合国安理会常任理事国，并拥有否决权。

- 二十国集团（G20）：布雷顿森林体系框架内对话的一种机制，由七国集团（美国、英国、法国、德国、意大利、日本、加拿大），金砖五国（中华人民共和国、印度、巴西、俄罗斯、南非），七个重要经济体（澳大利亚、墨西哥、韩国、土耳其、印尼、沙特阿拉伯、阿根廷），以及欧盟组成。

- 七国集团 (G7)： 由加拿大、法国、德国、意大利、日本、英国和美国七个世界主要发达工业国组成。【原为八国集团(G8)，后因俄罗斯吞并克里米亚，会籍遭到冻结】

- 七十七国集团 (G77) ：由发展中国家组成，旨在扭转发展中国家在国际贸易中被动地位的经济组织，于1964年成立。目前成员国有一百余个，但仍沿用原名。

- 海湾阿拉伯国家合作委员会（原名：海湾合作委员会）：由巴林、科威特、阿曼、卡塔尔、沙特阿拉伯和阿拉伯联合酋长国组成的贸易集团。

- 北美自由贸易协议（又称NAFTA）：由加拿大、墨西哥和美国组成的自贸区。

- 美洲国家组织： 由位于北美洲和南美洲的35个国家组成。

- 经济合作与发展组织（经合组织，OECD）：由35个高收入市场经济国家组成的政府间组织，旨在为其成员国及其它国家在经济发展过程中的稳固经济扩展提供帮助。

- 伊比利亚-美洲国家组织（OEI）：由西班牙和位于拉美的西语国家安道尔，阿根廷，玻利维亚，哥伦比亚，哥斯达尼加，古巴，智利，多米尼加，厄瓜多尔，萨尔瓦多，危地马拉，圭亚那，洪都拉斯，墨西哥，尼加拉瓜，巴拿马，秘鲁，乌拉圭，委内瑞拉、以及葡萄牙和位于拉美的葡语国家巴西组成。

- 石油输出国组织（OPEC）：由13个主要石油出口国组成。成员国石油出口占全球42%，石油储量占全球高达73%。

- 联合国安理会常任理事国 （安理会常任理事国，五常）：中華人民共和國、法国、俄罗斯、英国和美国，在联合国安全理事会有一票否决权。

- 太平洋联盟 (拉美)：由智利、哥伦比亚、墨西哥和秘鲁等4个拉美邻太平洋的国家组成，旨在促进联盟内货物、服务、资本和人员自由流通，致力于将联盟打造成为对亚洲最具吸引力的拉美次区域组织和亚洲进入拉美市场最便利的入口。

- 巴黎俱乐部：由澳洲、奥地利、比利时、巴西、加拿大、丹麦、芬兰、法国、德国、爱尔兰、以色列、意大利、日本、荷兰、挪威、俄罗斯、韩国、西班牙、瑞典、瑞士、英国和美国等22个发达国家组成、协调国际债务的非正式国际组织。

- 欧猪五国(PIIGS)：用于指代在欧盟内经济实力较弱、欧债危机时出现严重经济问题的葡萄牙、希腊、西班牙、意大利和爱尔兰

- 里约集团：拉丁美洲地区负责协调的政治机构，同时也可以代表拉丁美洲国家与世界其他地区或集团进行谈判。

- 维谢格拉德集团：由捷克、匈牙利、波兰和斯洛伐克等4个中欧国家组成的政治及文化合作组织。

- 展望五国 （VISTA）由越南、印度尼西亚、南非、土耳其和阿根廷等五个新兴市场国家组成。

- 金磚五国（BRICS）由中國、巴西、俄國、印度、南非組成。